# Scheveningen

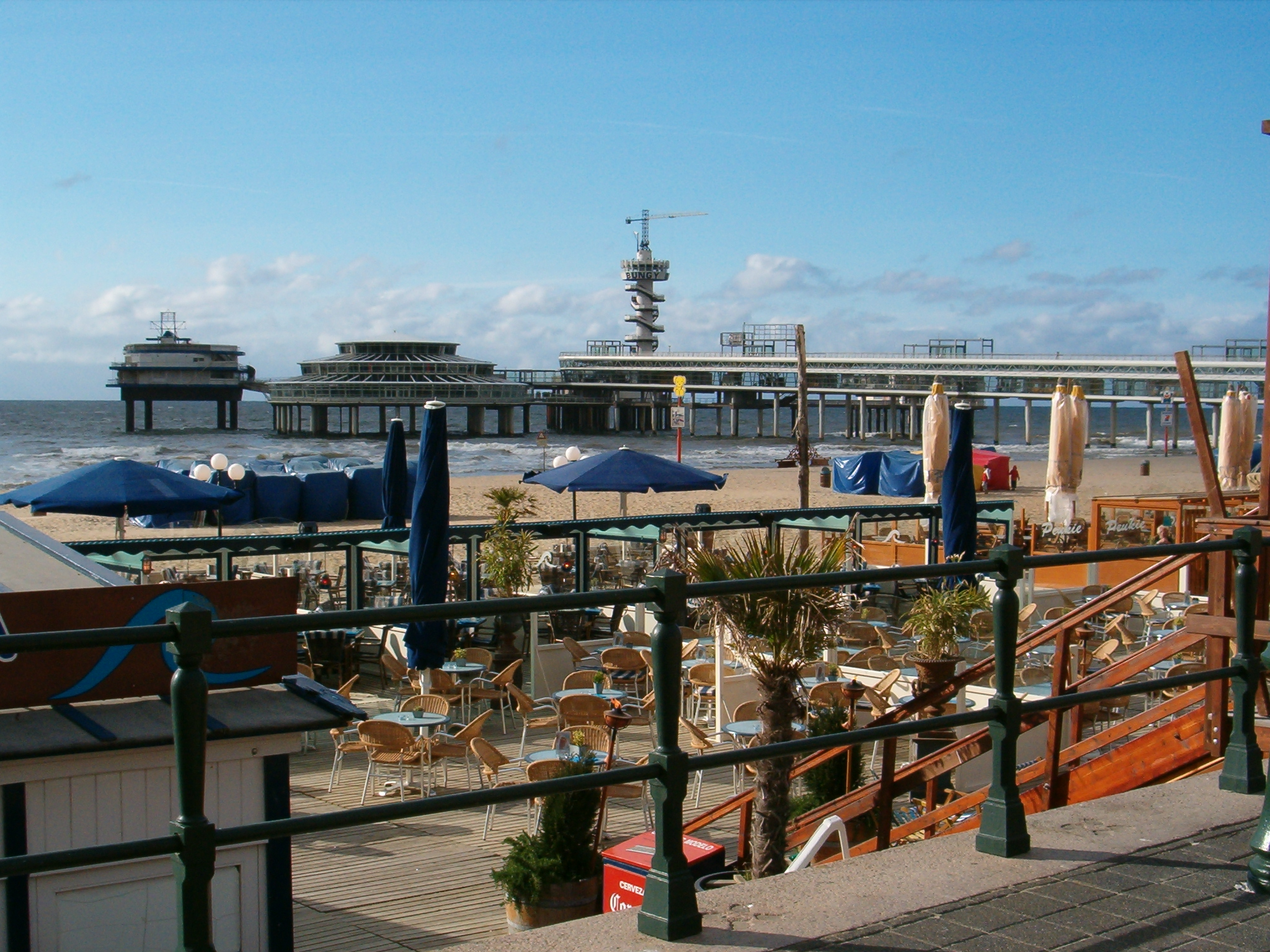
Stranden med restauranger och piren

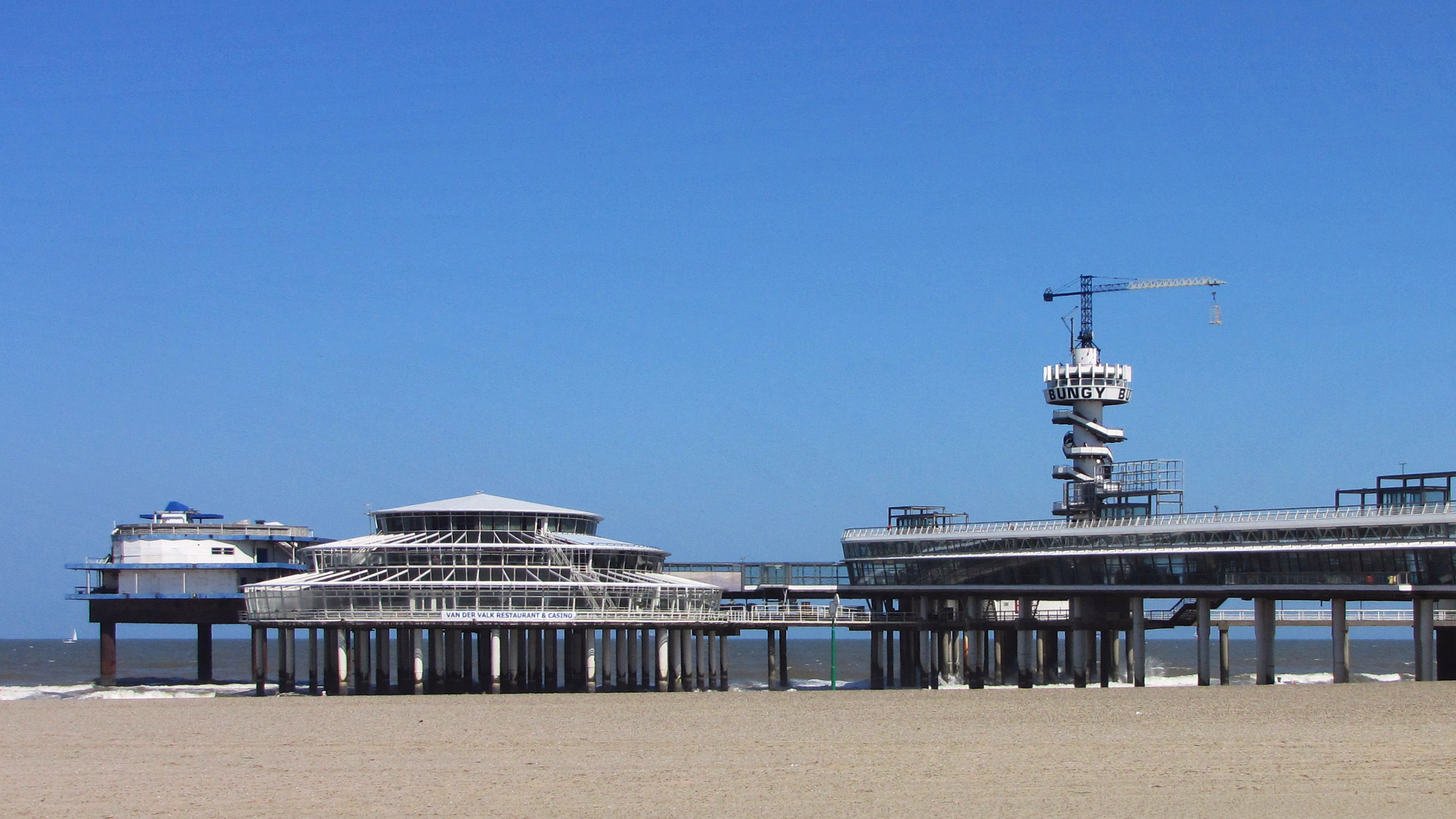
Scheveningens pier (landmärke)

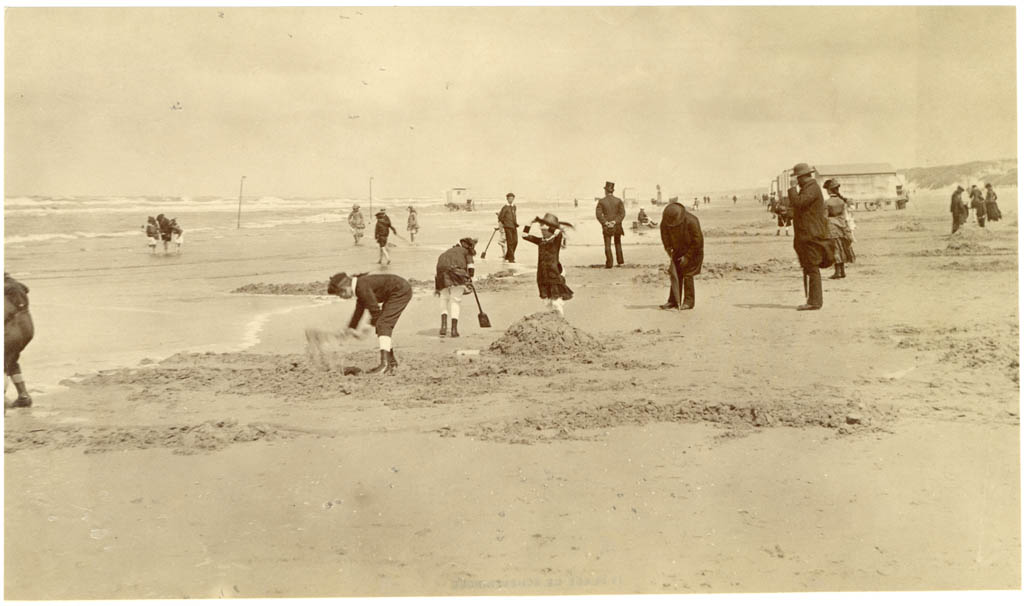
Bild på stranden tagen 1872 av Carl Curman

Scheveningen (IPA: /ˈsxeːvənɪŋə(n)/) är en stadsdel i Haag i Nederländerna, vid Nordsjön. Den är en av de mest kända badorterna i Nederländerna och på sommaren är det fullt med folk. Scheveningen ligger cirka 6 km från Haags centrum.

## Sevärdheter
- stranden
- Madurodam
- Kurhaus
- Holland Casino
- Sealife Scheveningen

- Namnet Scheveningen användes som schibbolet under andra världskriget mellan nederländare och tyskar för att tyskar inte kunde uttala namnet rätt.